# لری رابینسون (بازیکن بسکتبال)
لری رابینسون (انگلیسی: Larry Robinson؛ زادهٔ ۱۱ ژانویهٔ ۱۹۶۸) بازیکن بسکتبال اهل ایالات متحده آمریکا است. از باشگاه‌هایی که در آن بازی کرده‌است می‌توان به آتلانتا هاوکس، بوستون سلتیکس، گلدن استیت واریرز، هیوستون راکتس، و نیویورک نیکس اشاره کرد.